# Wetarmarkduva
Wetarmarkduva (Pampusana hoedtii) är en fågel i familjen duvor inom ordningen duvfåglar.

## Utseende och läten
Wetarmarkduvan är en liten till medelstor (27 cm) duva. Hanen har ljust blågrått huvud, mot strupen gråvitt. Nacken är rödbrun, ljusare på halssidorna och övergående till ljust gräddvitt på bröstet som är tydligt avgränsat mot den svartaktiga buken. På bröstsidorna och skuldrorna syns ett smalt band med purpurglans. Ovansidan är kastanjebrun.
Honan är mycket mer enhetligt färgad med ljust rost- till kastanjebrunt på huvud, hals och bröst och olivbrunt på ovansida och buk. Lätet beskrivs som ett kort och mjukt men ändå genomträngane tvåstavigt "whu-wup", ibland med ett tillägg av ett gutturalt "trrr".

## Utbredning och systematik
Fågeln förekommer i östra Små Sundaöarna (Timor och Wetar). Den behandlas som monotypisk, det vill säga att den inte delas in i några underarter.

### Släktestillhörighet
Arten placerades tidigare i släktet Gallicolumba. Studier visar dock att dessa inte är varandras närmaste släktingar, där vissa står närmare australiensiska duvor som Geopelia. Dessa har därför lyfts ut till ett eget släkte, initialt Alopecoenas men Pampusana har visat sig ha prioritet.

## Status
Wetarmarkduvan tros ha minskat mycket kraftigt i antal till följd av habitatförlust och jakt. Internationella naturvårdsunionen IUCN kategoriserar därför arten som starkt hotad. Världspopulationen uppskattas till mellan 1500 och 7000 häckande individer.

## Namn
Fågelns vetenskapliga artnamn hedrar Dirk Samuel Hoedt (1815-1893), en holländsk tjänsteman och plantageägare i Ostindien 1853-1893 som samlade in typexemplaret.